# Liste der Naturdenkmale in Salem (Baden)
| Naturdenkmale | Anzahl |
| ------------- | ------ |
| FND           | 2      |
| END           | 34     |
| Gesamt        | 36     |

Die Liste der Naturdenkmale in Salem nennt die verordneten Naturdenkmale (ND) der im baden-württembergischen Bodenseekreis liegenden Gemeinde Salem. In Salem gibt es insgesamt 36 als Naturdenkmal geschützte Objekte, davon 2 flächenhafte Naturdenkmale (FND) und 34 Einzelgebilde-Naturdenkmale (END).
Stand: 1. November 2016.

## Flächenhafte Naturdenkmale (FND)
| Name                     | Bild | Kennung     | Einzelheiten                                                                            | Position | Fläche Hektar | Datum        |
| ------------------------ | ---- | ----------- | --------------------------------------------------------------------------------------- | -------- | ------------- | ------------ |
| Eichen                   |      | 84350520005 | Salem                                                                                   | ???      | 0,0           | 1. Juni 1971 |
| Flugsanddüne Salem       |      | 84350520004 | Salem Das Denkmal existiert nicht mehr! An der Stelle ist Vegetation (Bäume, Büsche …). | ⊙        | 2,0           | 1. Juni 1971 |
| Legende für Naturdenkmal |      |             |                                                                                         |          |               |              |

## Einzelgebilde (END)
| Name                                       | Bild | Kennung     | Einzelheiten | Position | Fläche Hektar | Datum         |
| ------------------------------------------ | ---- | ----------- | --- | -------- | ------------- | ------------- |
| Lindengruppe, 17 Sommerlinden              | BW   | 84350520011 | Salem, Gewann Hinterer Leopoldsberg / Gewann Vorderer Leopoldsberg                                                                        | ⊙        | 0,0           | 26. Juni 1989 |
| Lindengruppe, 7 Linden, Tilia platyphyllos |      | 84350520018 | Salem, Gemarkung Buggensegel | ⊙        | 0,0           | 26. Juni 1989 |
| 1 Birnbaum, Pyrus communis var. domestica  | BW   | 84350520008 | Salem, Gewann Frickinger Oesch | ⊙        | 0,0           | 26. Juni 1989 |
| 1 Birnbaum, Pyrus communis var. domestica  | BW   | 84350520012 | Salem, Gewann Frickinger Oesch | ⊙        | 0,0           | 26. Juni 1989 |
| 1 Birnbaum, Pyrus communis var. domestica  | BW   | 84350520020 | Salem, Gemarkung Grasbeuren beim Aussiedlerhof Mimmenhauser Straße. 22                                                                    | ⊙        | 0,0           | 26. Juni 1989 |
| 1 Birnbaum, Pyrus communis var. domestica  | BW   | 84350520023 | Salem, Mimmenhausen Bodenseestraße nach Brücke der Salemer Aach                                                                           | ⊙        | 0,0           | 26. Juni 1989 |
| 1 Birnbaum, Pyrus communis var. domestica  | BW   | 84350520029 | Salem, Gemarkung Neufrach Am Sportplatz Bildungszentrum                                                                                   | ⊙        | 0,0           | 26. Juni 1989 |
| 1 Birnbaum, Pyrus communis var. domestica  | BW   | 84350520038 | Salem, Gemarkung Oberstenweiler Gewann Untere Halden                                                                                      | ⊙        | 0,0           | 26. Juni 1989 |
| 1 Birnbaum, „Schweizer Wasserbirne“        | BW   | 84350520032 | Salem, Neufrach Kapellenweg / Im Oeschle                                                                                                  | ⊙        | 0,0           | 26. Juni 1989 |
| 1 Birnbaum                                 | BW   | 84350520017 | Salem, Beuren Schwedenstraße / Weiherstraße                                                                                               | ⊙        | 0,0           | 26. Juni 1989 |
| 1 Edelkastanie, Castanea sativa            | BW   | 84350520010 | Salem, Gewann Distrikt Scheuerbuch | ⊙        | 0,0           | 26. Juni 1989 |
| 1 Esche, Fraxinus excelsior                |      | 84350520025 | Salem, Gemarkungsgrenze Mimmenhausen / Buggensegel Gewann Unter Brühl / Lehr Holz                                                         | ⊙        | 0,0           | 26. Juni 1989 |
| 1 Kiefer, Pinus sylvestris                 |      | 84350520035 | Salem, Gemarkung Neufrach Gewann Rübäcker                                                                                                 | ⊙        | 0,0           | 26. Juni 1989 |
| 1 Silberweide, Salix alba                  |      | 84350520024 | Salem, Gemarkungsgrenze Mimmenhausen / Buggensegel Gewann Unter Brühl / Lehr Holz                                                         | ⊙        | 0,0           | 26. Juni 1989 |
| 1 Silberweide, Salix alba                  | BW   | 84350520033 | Salem, Gemarkung Neufrach Gewann Dohlen                                                                                                   | ⊙        | 0,0           | 26. Juni 1989 |
| 1 Silberweide, Salix alba                  | BW   | 84350520034 | Salem, Gemarkung Neufrach Gewann Dohlen                                                                                                   | ⊙        | 0,0           | 26. Juni 1989 |
| 1 Sommerlinde, Tilia platyphyllos          | BW   | 84350520009 | Salem, Gewann Untere Ömdwiesen / Frickinger Oesch                                                                                         | ⊙        | 0,0           | 26. Juni 1989 |
| 1 Sommerlinde, Tilia platyphyllos          |      | 84350520019 | Salem, Buggensegel Margaretenstraße 2 | ⊙        | 0,0           | 26. Juni 1989 |
| 1 Sommerlinde, Tilia platyphyllos          |      | 84350520027 | Salem, Mimmenhausen Löschweg | ⊙        | 0,0           | 26. Juni 1989 |
| 1 Sommerlinde, Tilia platyphyllos          |      | 84350520028 | Salem, Mimmenhausen Zur Öle, auf dem Mühlengelände an der Salemer Aach                                                                    | ⊙        | 0,0           | 26. Juni 1989 |
| 1 Sommerlinde, Tilia platyphyllos          | BW   | 84350520037 | Salem, Gemarkung Oberstenweiler Sankt-Antonius-Straße / Grünwanger Straße                                                                 | ⊙        | 0,0           | 26. Juni 1989 |
| 1 Sommerlinde u. 1 Bergahorn               | BW   | 84350520006 | Salem, Schloßstraße | ⊙        | 0,0           | 26. Juni 1989 |
| 1 Sommerlinde                              | BW   | 84350520036 | Salem, Oberstenweiler Im Brühl / Seeblick                                                                                                 | ⊙        | 0,0           | 26. Juni 1989 |
| 1 Stieleiche, Quercus robur                | BW   | 84350520015 | Salem, Gemarkung Beuren neben den Stockwiesen                                                                                             | ⊙        | 0,0           | 26. Juni 1989 |
| 1 Stieleiche, Quercus robur                | BW   | 84350520030 | Salem, Gemarkung Neufrach Leutkirch / Leutkircher Straße                                                                                  | ⊙        | 0,0           | 26. Juni 1989 |
| 1 Stieleiche, Quercus robur                | BW   | 84350520031 | Salem, Gemarkung Neufrach Leutkirch / Leutkircher Straße                                                                                  | ⊙        | 0,0           | 26. Juni 1989 |
| 1 Stieleiche, Quercus robur                | BW   | 84350520039 | Salem, Gemarkung Weildorf Gewann Distrikt-Beitzen-Hardt / Riekenspörle                                                                    | ⊙        | 0,0           | 26. Juni 1989 |
| 1 Winterlinde, Tilia cordata               | BW   | 84350520014 | Salem, Beuren Schwedenstraße, Hof Schwehr                                                                                                 | ⊙        | 0,0           | 26. Juni 1989 |
| 1 Winterlinde, Tilia cordata               |      | 84350520021 | Salem, Mimmenhausen Lindenweg / Brücke der Salemer Aach „Brückenlinde“ Brusthöhenumfang (BHU): 7,00 m Baumhöhe: 15 m Alter: 300–500 Jahre | ⊙        | 0,0           | 26. Juni 1989 |
| 1 Winterlinde und 1 Kastanie               | BW   | 84350520013 | Salem, Beuren Betenbrunner Straße / Mühlbachstraße                                                                                        | ⊙        | 0,0           | 26. Juni 1989 |
| 2 Birnbäume, Pyrus communis var. domestica |      | 84350520026 | Salem, Mimmenhausen Zur Öle, am Straßenrand auf der Wiese gegenüber dem Mühlengelände an der Salemer Aach                                 | ⊙        | 0,0           | 26. Juni 1989 |
| 2 Silberweiden u. 1 Sommerlinde            | BW   | 84350520007 | Salem, Stefansfeld am Stefansfelder Kanal, nördlich Schloßstraße                                                                          | ⊙        | 0,0           | 26. Juni 1989 |
| 2 Trauben- und 2 Stieleichen               | BW   | 84350520022 | Salem, Mimmenhausen Schloßseealle / Zu den Eichen                                                                                         | ⊙        | 0,0           | 26. Juni 1989 |
| 4 Fichten, Picea abies                     | BW   | 84350520016 | Salem, Gemarkung Beuren Gewann Bächenhof                                                                                                  | ⊙        | 0,0           | 26. Juni 1989 |
| Legende für Naturdenkmal                   |      |             | |          |               |               |